# Echternstraße
Die Echternstraße ist eine Straße im historischen Weichbild Altstadt, in der Innenstadt von Braunschweig. Sie ist in Nord-Süd-Richtung angelegt und verläuft westlich parallel zur Güldenstraße, auf die sie am nördlichen Ende trifft. An ihrem südlichen Ende stößt die Echternstraße auf den quer verlaufenden Prinzenweg. Die ehemals durch Fachwerkhäuser geprägte Straße verlor durch die Zerstörungen während des Zweiten Weltkriegs und nachfolgende Umgestaltungen im nördlich der Sonnenstraße gelegenen Teil ihren ursprünglichen Charakter. Der südliche Teil der Echternstraße war von Kriegsschäden wenig betroffen, so dass im Bereich der „Traditionsinsel Michaelisviertel“ ein für das „alte“ Braunschweig typisches Straßenbild erhalten werden konnte.

## Geschichte

### Etymologie
Die Echternstraße zählt zu den ältesten Straßen des Braunschweiger Weichbildes Altstadt und so hat sich seit ihrer Anlage im 13. Jahrhundert der Straßenname mehrfach gewandelt. Aus dem Jahr 1304 stammt der früheste Beleg eines Namens für diese fast senkrecht von Norden nach Süden verlaufende Straße: Im Urkundenbuch der Stadt Braunschweig wird sie in Latein als „platea finalis“ (als letzte/äußerste Straße [vor/an der südwestlichen Stadtmauer]) bezeichnet.
Bereits 1789 hatte Philip Christian Ribbentrop im ersten Band seiner Beschreibung der Stadt Braunschweig auf die Bedeutung hingewiesen:

„Echternstraße heißt bekanntermaßen so viel als, die hinterste, die letzte Straße, und das ist die Echternstraße in diesem Theile der Stadt, denn hinter ihren Häusern und Gärten waren keine Häuser mehr, sondern die alte Stadtmauer.“

1861 wies Hermann Dürre in seinem zur 1000-Jahr-Feier Braunschweigs erschienenen Buch Geschichte der Stadt Braunschweig im Mittelalter explizit darauf hin, dass die Straße

„weder von der erst am Ende des 14. Jahrhunderts hier vorkommenden Familie von Echte, noch darum so genannt, weil dort, wie man gemeint hat, die geächteten wohnten.“

Dürre nahm damit ausdrücklich Bezug auf die zum Beispiel von Karl Wilhelm Sack 1841 in dessen Buch Alterthümer der Stadt und des Landes Braunschweig aufgestellte Behauptung, die er auch 1861 in der 2. Auflage wiederholte, dass die Benennung „Echternstraße“ von einer Familie „der Echtere“ oder „van Echte“ stamme – und „wahrscheinlich nicht deswegen“, weil die Straße wegen ihrer Lage an der Stadtmauer so bezeichnet wurde.
1867, nur sechs Jahre später wiederum, behauptete Sack nun im wöchentlich erscheinenden Braunschweigischen Magazin, die Straße sei nach dort wohnenden (sozial) geächteten Personen(gruppen), wie „losen Frauen“ und dem Scharfrichter benannt.
1904 legte der Historiker Heinrich Meier in seinem Buch Die Straßennamen der Stadt Braunschweig dar, wie sich der Name der Straße etymologisch entwickelt hat:

„Der Name dieser Straße ist abzuleiten von echter, achter = hinter, weil sie nach der Stadtmauer zu die hinterste, letzte ist.“

Dirk Rieger schließlich bestätigte 2010 die Deutung, dass die Benennung „Echternstraße“ auf die 1304 im Degedingebuch der Altstadt dokumentierte „platea finalis“ zurück gehe, in seinem Buch platea finalis. Forschungen zur Braunschweiger Altstadt im Mittelalter.
Weitere Benennungen: Für das Jahr 1310 ist die Bezeichnung echterenstrate belegt. Die Schreibweise im Jahre 1465 lautete achternstrate, während die Stadtpläne 1606 Echternstras, 1671 die ächtern Strasse, 1758 Aechternstrasse und 1798 die heute gültige Schreibweise notieren. Noch 1940 befanden sich auf westlich der Echternstraße gelegenen Grundstücken noch umfangreiche Reste der Stadtmauer. Die vereinigte Fortsetzung der Echtern- und Güldenstraße bis zum Petritor wurde häufig zur Güldenstraße, seltener zur Echternstraße gezählt, so beispielsweise um die Mitte des 15. Jahrhunderts die Häuser Nr. 834 und 837. Am nördlichen Ende der Echternstraße begann der Südklint mit seiner im Zweiten Weltkrieg vollständig zerstörten Fachwerkbebauung. In den 1960er Jahren musste der Südklint dem Ausbau der Güldenstraße weichen.
In der Echternstraße wohnten, wie archäologische Grabungen in den Jahren 2003 bis 2004 ergaben, zunächst eher wohlhabende Personengruppen. Darunter Handwerker, wie zum Beispiel Goldschmiede. Erst später wandelte sich die Bevölkerungsstruktur, sodass unter anderem in der Straße der Henker und die von ihm beaufsichtigten Prostituierten nachweisbar sind.
Während des Zweiten Weltkriegs wurden im nördlich der Sonnenstraße liegenden Teil die meisten Fachwerkbauten zerstört. Im südlichen Teil der Echternstraße konnte durch den Einsatz der Bevölkerung und die in der Schule stationierte Feuerwehreinheit ein großer Teil der Gebäude vor der Zerstörung bewahrt werden. Die Traditionsinsel St. Michaelis wurde in den 1990er Jahren mit Fördermitteln des Bundes und der Stadt saniert. Die Straße erhielt eine Kopfsteinpflasterung anstelle des Asphaltbelags.
An der Echternstraße wurden vom 1. Juli 2003 bis zum 31. März 2004 archäologische Grabungen auf einem 6000 m² großen Areal durchgeführt. Dabei wurden ein bis dahin unbekannter Teil einer mittelalterlichen Wehranlage sowie das Fundament eines Verteidigungsturmes entdeckt. In einer mittelalterlichen Kloake kamen Fell- und Stoffreste, Kirschkerne, Getreide und verschiedene Holzgefäße ans Tageslicht, die z. T. aus dem 13. Jahrhundert stammen. Innerhalb der unterschiedlichen Erdschichten konnte eine Brandschicht dem urkundlich belegten großen Stadtbrand von 1278 zugeordnet werden.

## Bebauung

### Historische Bauten

#### St. Michaelis-Kirche
Die zwischen Echternstraße und Güldenstraße liegende St. Michaelis-Kirche wurde 1157 geweiht und Anfang des 13. Jahrhunderts durch Seitenschiffe erweitert. Der Umbau zu einer dreischiffigen gotischen Hallenkirche erfolgte zwischen dem 13. und 15. Jahrhundert. Die seit 1528 ev.-luth. Pfarrkirche wurde 1879/1881 durch Ludwig Winter und Max Osterloh umfassend restauriert. Den Zweiten Weltkrieg überstand der Bau im Gegensatz zu seiner Umgebung weitgehend unbeschadet.

#### Stobwasser-Haus
Der aus Lobenstein in Thüringen stammende Georg Heinrich Stobwasser (1717–1776) siedelte nach Braunschweig über und gründete dort im Jahre 1763 zusammen mit seinem Vater Georg Siegmund Eustachius Stobwasser eine Manufaktur als Lackierwarenfabrik. Seit 1771 befand sich diese an der Echternstraße 16 in der früheren Schmeichelburg (Grundstück Nr. 587 und 588), auch St. Michaelisburg genannt, welche 1669 als der Herrn Zehnmänner Hauss urkundlich belegt ist. Aufgrund der hohen Qualität der Stobwasserschen Erzeugnisse und der dadurch bedingten großen Nachfrage durch den Braunschweiger Hof, die höfische Gesellschaft, Militärs und die Kaufmannschaft, entwickelte sich die neue „Fabrik“ schnell zu einem für die damalige Zeit großen Unternehmen, das fast hundert Mitarbeiter beschäftigte und ihre Produkte bald auch überregional und international absetzte. Das Stobwasserhaus wurde im Zweiten Weltkrieg nicht zerstört und dient heute sozialen Zwecken. Am 18. Juni 1815 gründete ein Kreis um Christian Heinrich (Eustachius) Stobwasser hier die Braunschweiger Bibelgesellschaft. Am 23. Juli 1969 erhielt das Haus eine Vitrine mit Erinnerungsstücken an den Lackwarenfabrikanten Johann Heinrich Stobwasser und an den ersten deutschen Reichspräsidenten Friedrich Ebert, der hier im Jahre 1890 für drei Monate wohnte.

#### Rotes Kloster
Am Südende der Echternstraße befand sich seit dem 14. Jahrhundert das sogenannte Rote Kloster, 1402 als dat rode kloster belegt. Im Haus Nr. 575 wohnte bereits 1402 de hengher, also der Scharfrichter, der die Aufsicht über die in den vier öffentlichen Häusern Nr. 576 bis 579 tätigen Prostituierten führte.

#### Prediger-Witwenhaus
Seit 1559 stand an der Echternstraße 14 (Haus Nr. 585 und 586) das St. Martini Prediger-Witwenhaus, das noch im 18. Jahrhundert zum Besitz der Martinikirche zählte. Für den Neubau des Pfarrhauses von St. Michaelis wurde 1899 der südliche Teil des dreigeschossigen traufenständigen Fachwerkhauses abgerissen. Ein Drittel der auf dem Schwellbalken des vorgekragten zweiten Obergeschosses befindlichen Inschrift wurde dabei zerstört. Der erhaltene lateinische und deutsche Text wird von einer Abbildung des Braunschweiger Löwen unterbrochen:
[VRBS · EVANGELII · QVIBVS · EST · VETVSTAS . MINISTRIS ·
HIC · HABBIT(ANT) · VIDVAE ·] POST · PIA · FATA · VIRVM ·
behausung · der · vorlassen · widwen · der · abgestorben · prediger ·
in · der · alten · stad · durch · eines · erbaren · wolweise(n) · rads · vnd ·
filer · erbar · fromen christe(n) · beforderung erbawet an(n)o d(o)m(in)i 1559
Die Übersetzung des lateinischen Textes, dessen in eckige Klammern gesetzter Teil nicht mehr erhalten ist, lautet: „Die Stadt den Dienern des Evangeliums, die ein hohes Alter erreicht haben. Hier wohnen die Witwen nach dem frommen Tod (ihrer) Männer.“

#### Weitere Bauten
In der Echternstraße lagen der Ratsmarstall sowie der Schafstall der Altstadt und des Sack. Die Michaelis-Opferei, dat opperhus, wurde 1459 von Nr. 571 nach Nr. 574 verlegt. Die Häuser Nr. 581 und 582 werden 1534 als der knokenhawer hus und im 18. Jahrhundert als der Knochenhauer Gildehaus und Schafstall bezeichnet. Im Jahre 1512 kaufte der überregional bekannte Glocken- und Geschützgießer Hinrik Mente ein großes Grundstück an der Echternstraße. Die Lage unmittelbar an der Stadtmauer verringerte die von der Werkstatt ausgehende Feuergefahr. Mente stellte bronzene Glocken und Taufbecken für die Kirchengemeinden der Stadt und des Umlandes her. Ende des 18. Jahrhunderts wurde der Raum hinter den Höfen der Echternstraße zwischen Stadtmauer und Mauergraben zu einem später verfallenen Promenadenweg hergerichtet, der 1789 von Philip Christian Ribbentrop als „philosophischer Gang“ und im Stadtplan von 1798 als „Promenade am Mauergraben“ bezeichnet wurde.

### Heutige Bebauung

#### Seniorenwohnstift Wohnpark am Wall
An der Echternstraße 46–49 befindet sich das Seniorenwohnstift Wohnpark am Wall mit 171 Wohnungen. Es wurde am 28. August 1987 nach knapp zweijähriger Bauzeit eröffnet. Am 21. September 1989 fand ein Informationsbesuch des luxemburgischen Gesundheitsministers John Lakure statt.

#### Schulen
Am 28. und 29. Juni 1974 wurde das 100-jährige Bestehen der Volksschule an der Echternstraße 1–3 gefeiert. Durch die Schulstrukturreform in Niedersachsen wurde 2004 an der Echternstraße 1 ein zweiter Schulstandort für die 5. und 6. Klassen des Gymnasiums Martino-Katharineum (kleines MK) eingerichtet.

#### Weitere Bauten
Am 2. Dezember 1968 wurde das neue Verwaltungsgebäudes der Innungskrankenkasse, Echternstraße 31–32, eingeweiht. Nördlich der St.-Michaeliskirche befindet sich der Gebäudekomplex Michaelishof, der 1983 als Fachwerkgebäude errichtet wurde und als Studentenwohnheim genutzt wird. Laut Postanschrift gehört er jedoch zur Güldenstraße.

## Impressionen

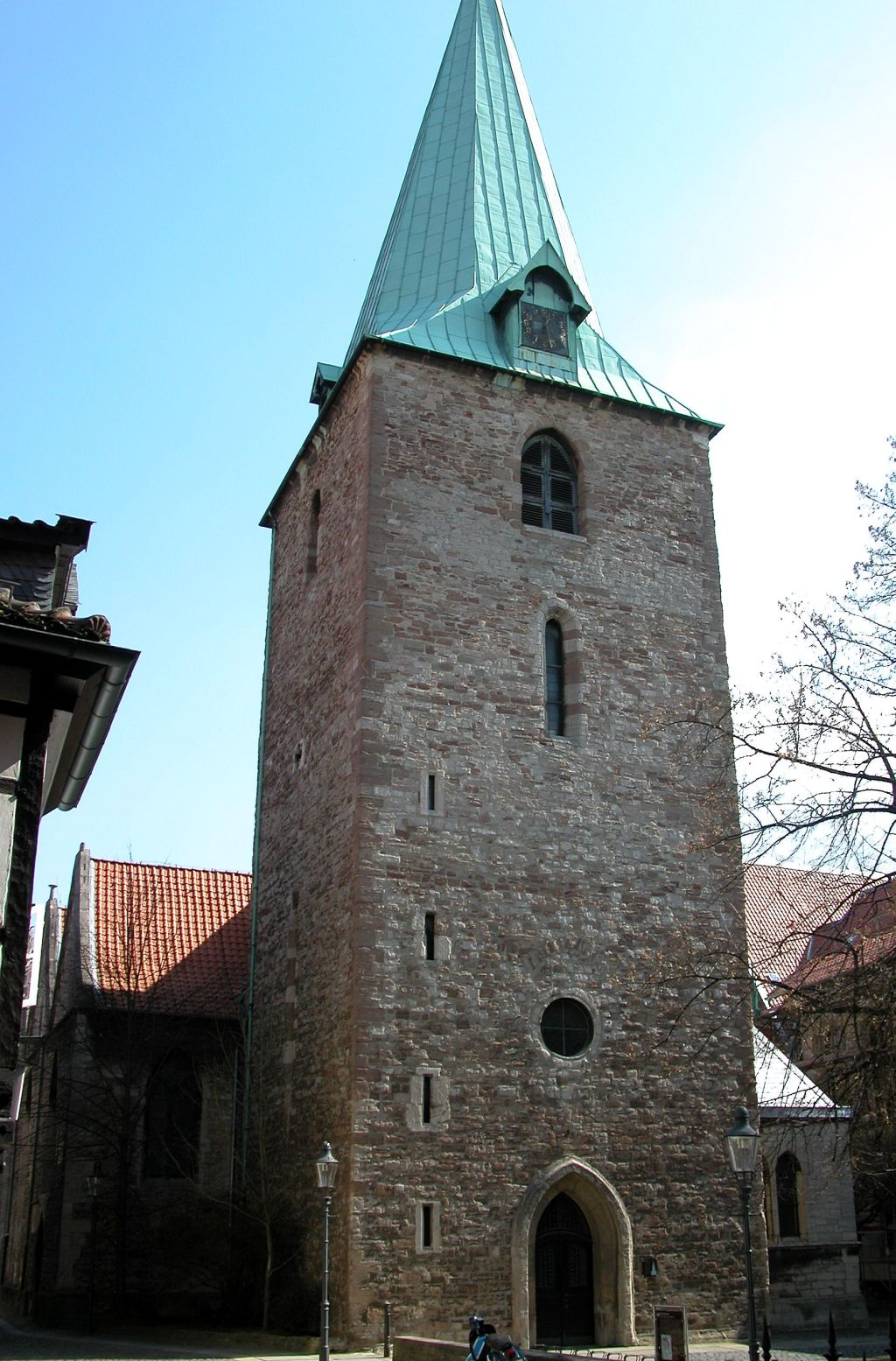
Michaeliskirche von der westlich liegenden Echternstraße aus gesehen
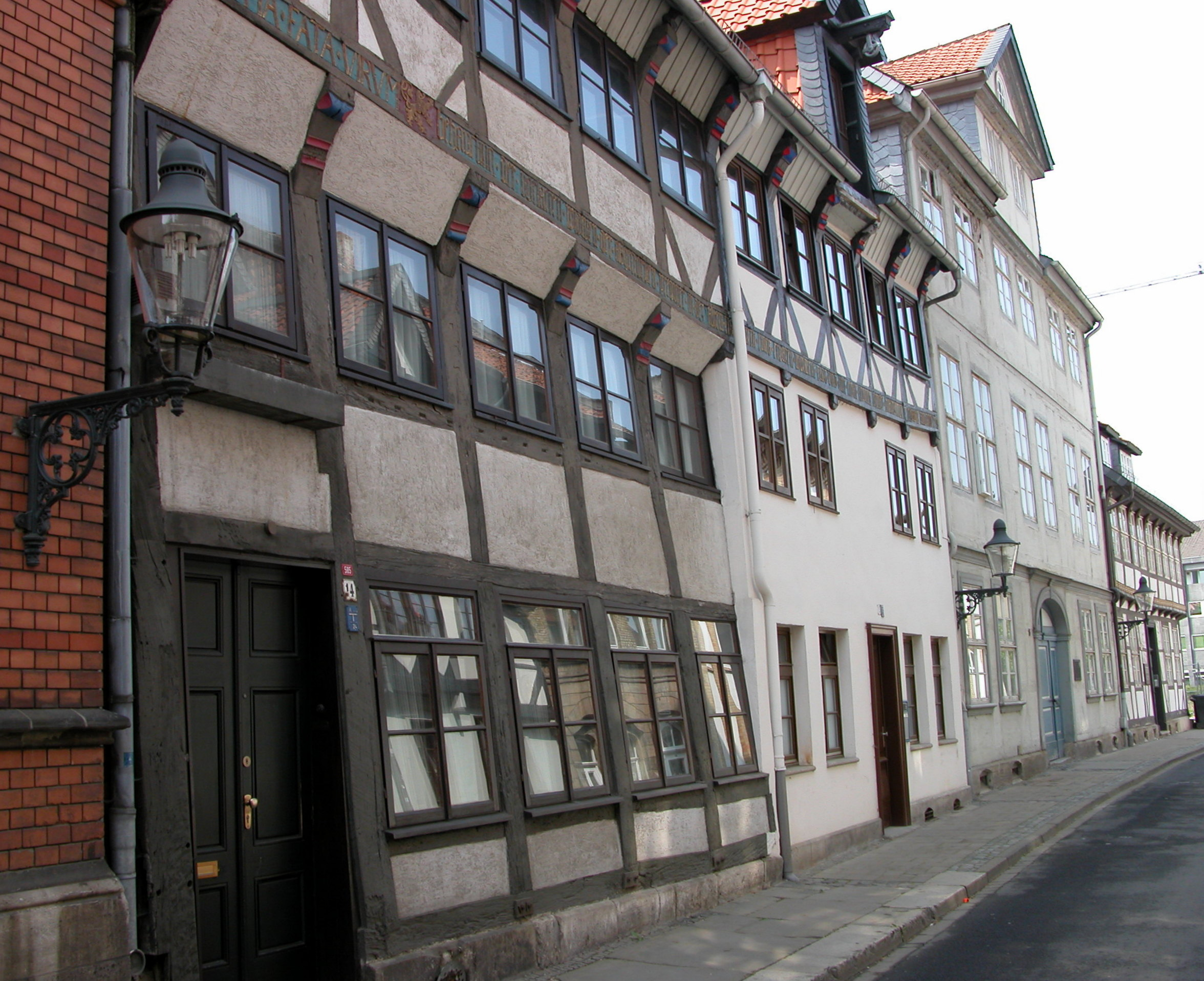
Westseite der Echternstraße. Die beiden letzten Häuser in der Reihe gehörten zur Stobwasser-Manufaktur.
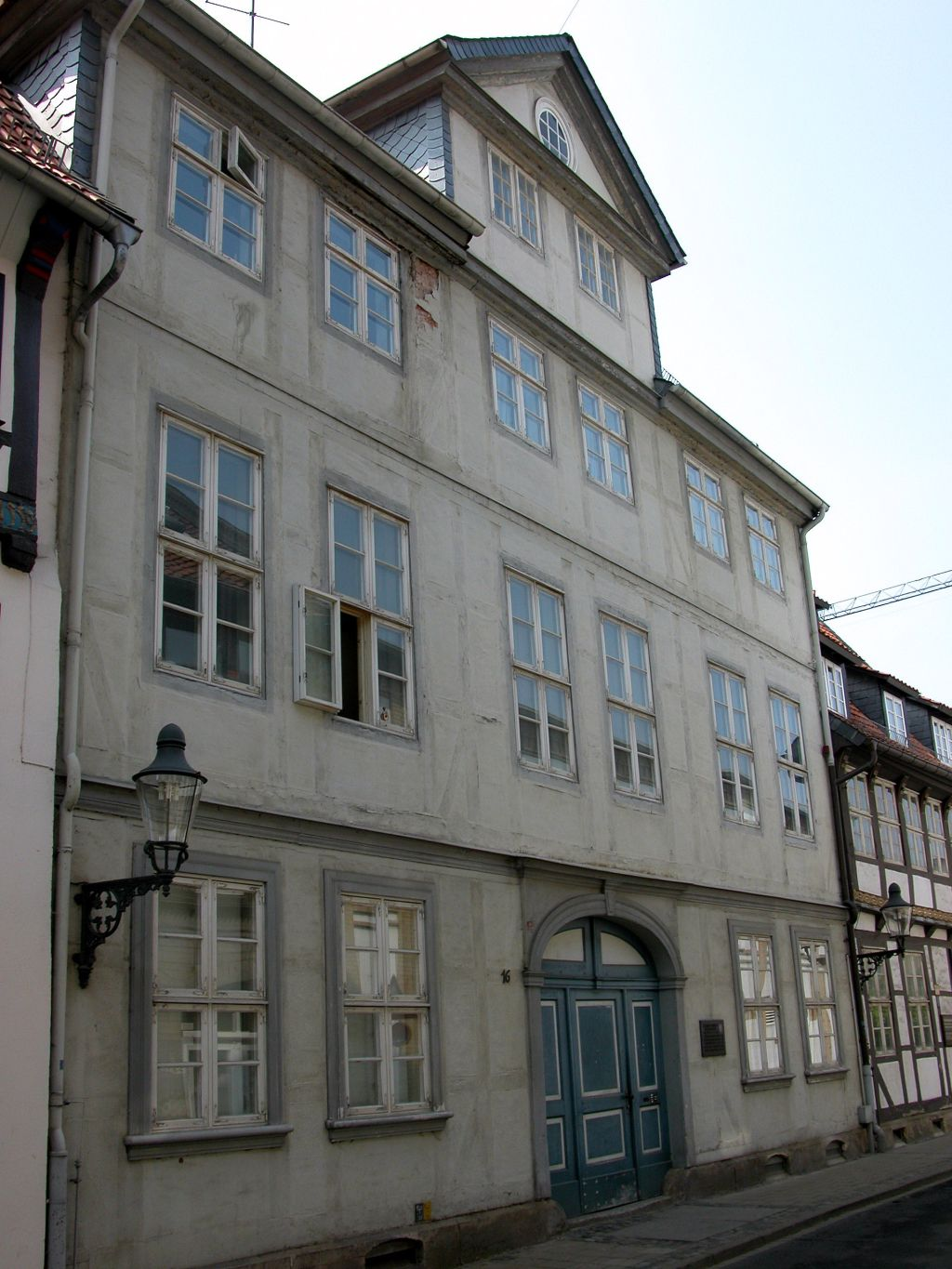
Stobwasser-Haus
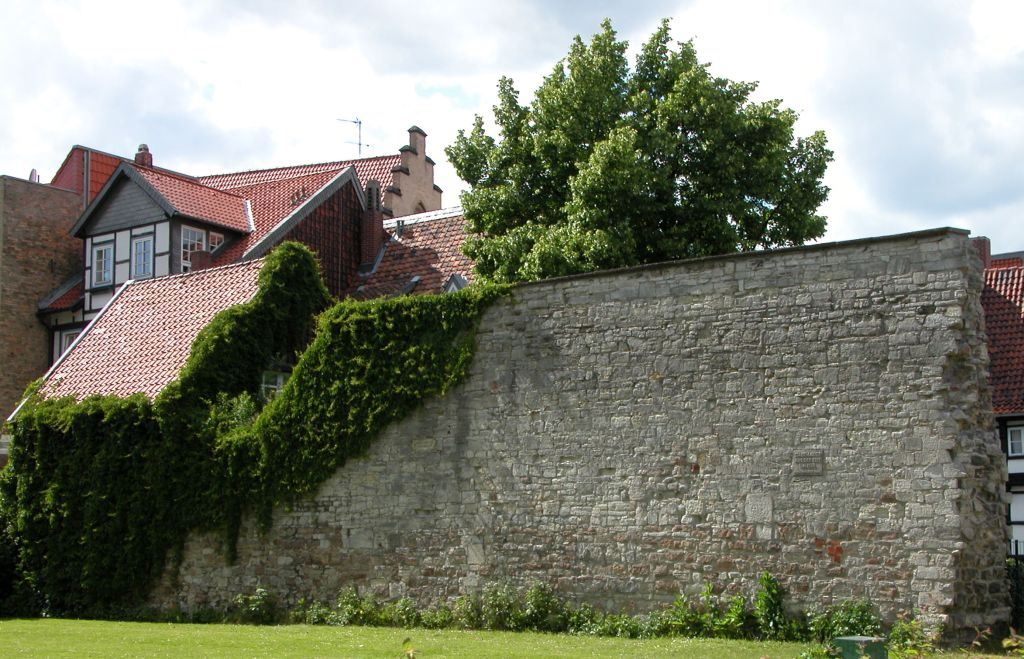
Reste der historischen Stadtmauer aus dem 15. Jh. am Neustadtmühlengraben bei der Echternstraße/Gieselerwall
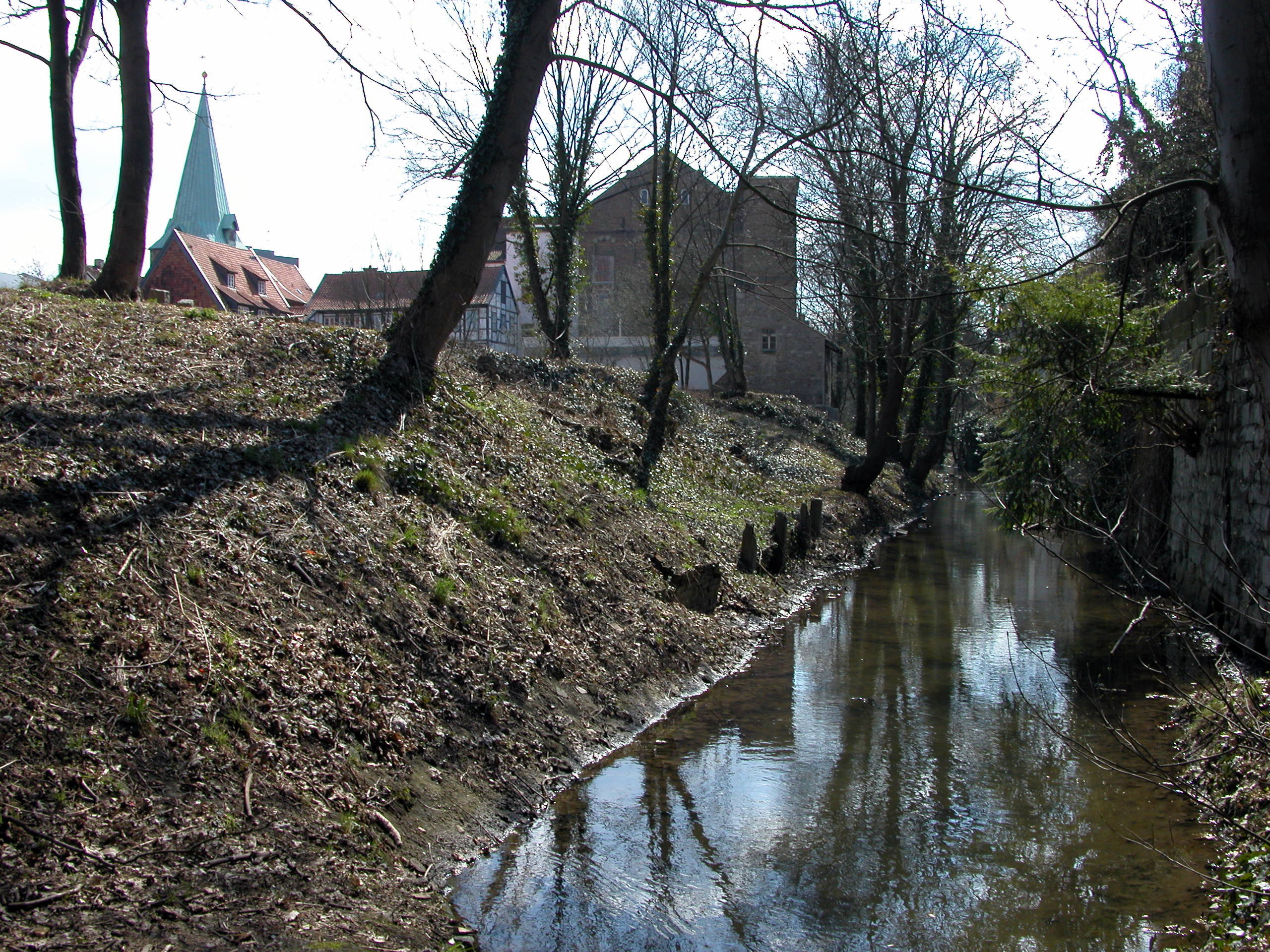
Der Neustadtmühlengraben zwischen Echternstraße (links) und Wilhelmitorwall (rechts) in Blickrichtung Süden. Links im Hintergrund ist der Turm der Michaeliskirche sichtbar.
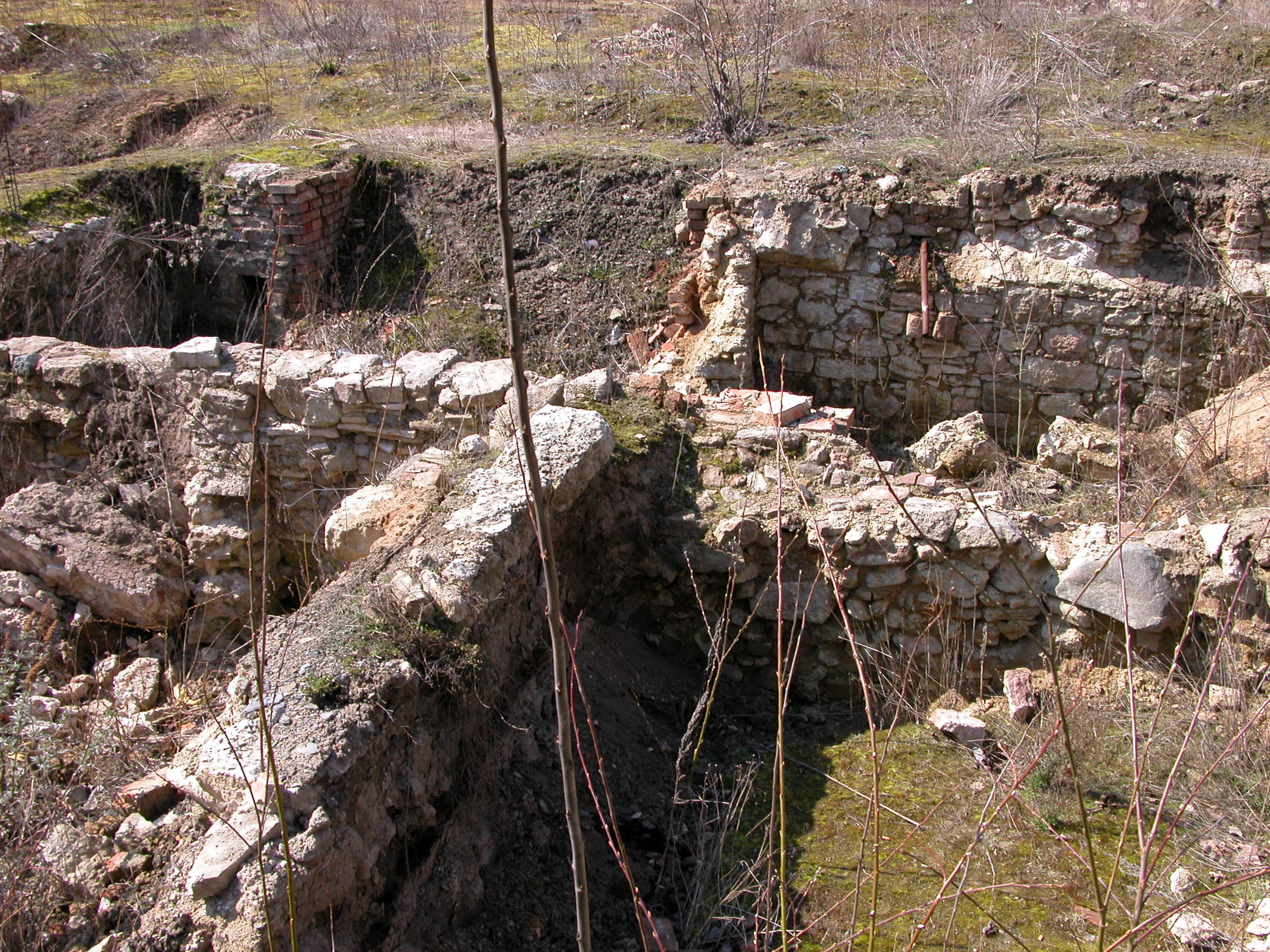
Bei archäologischen Grabungen freigelegte Keller an der Echternstraße
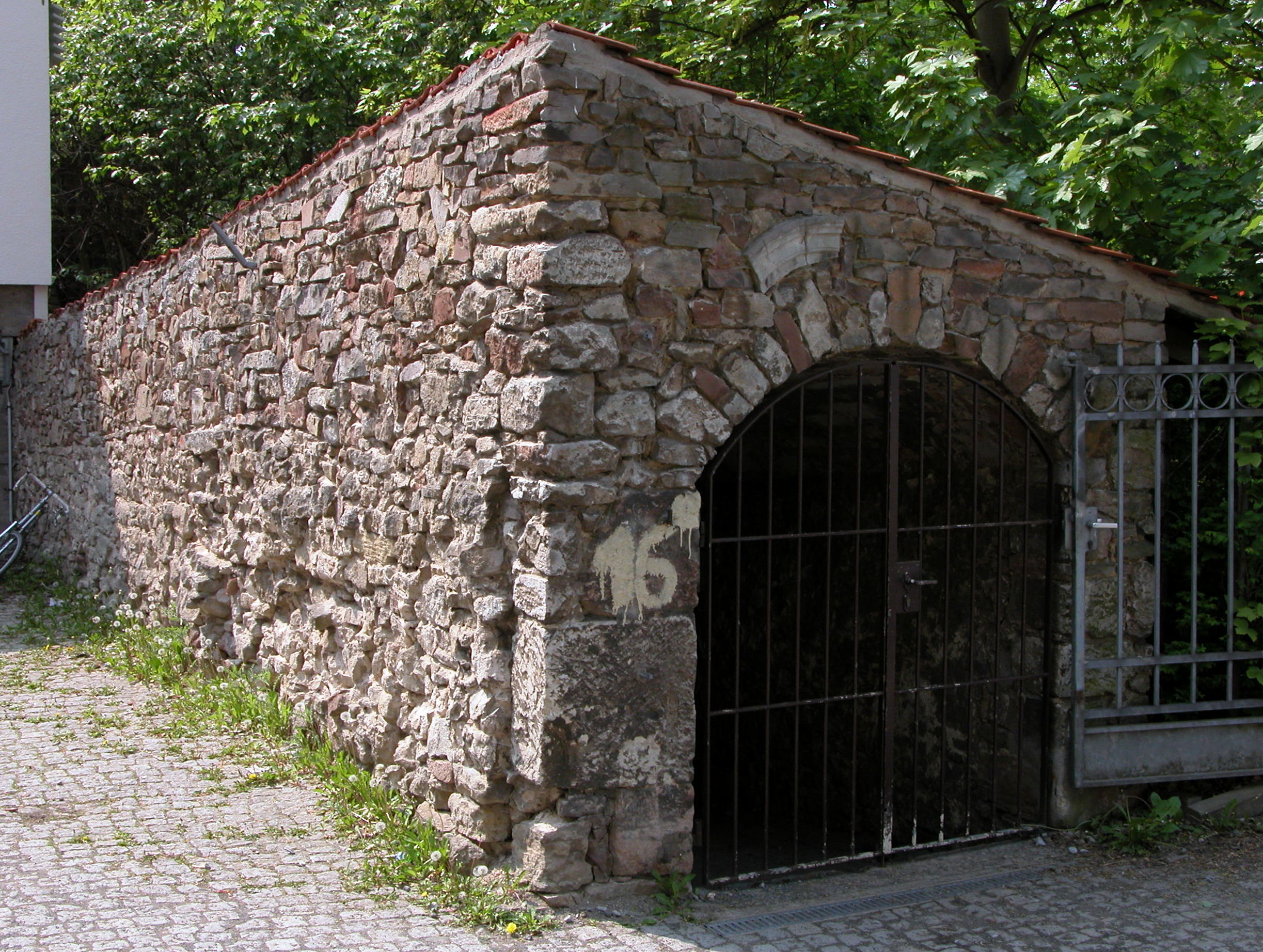
Mittelalterlicher Wehrgang
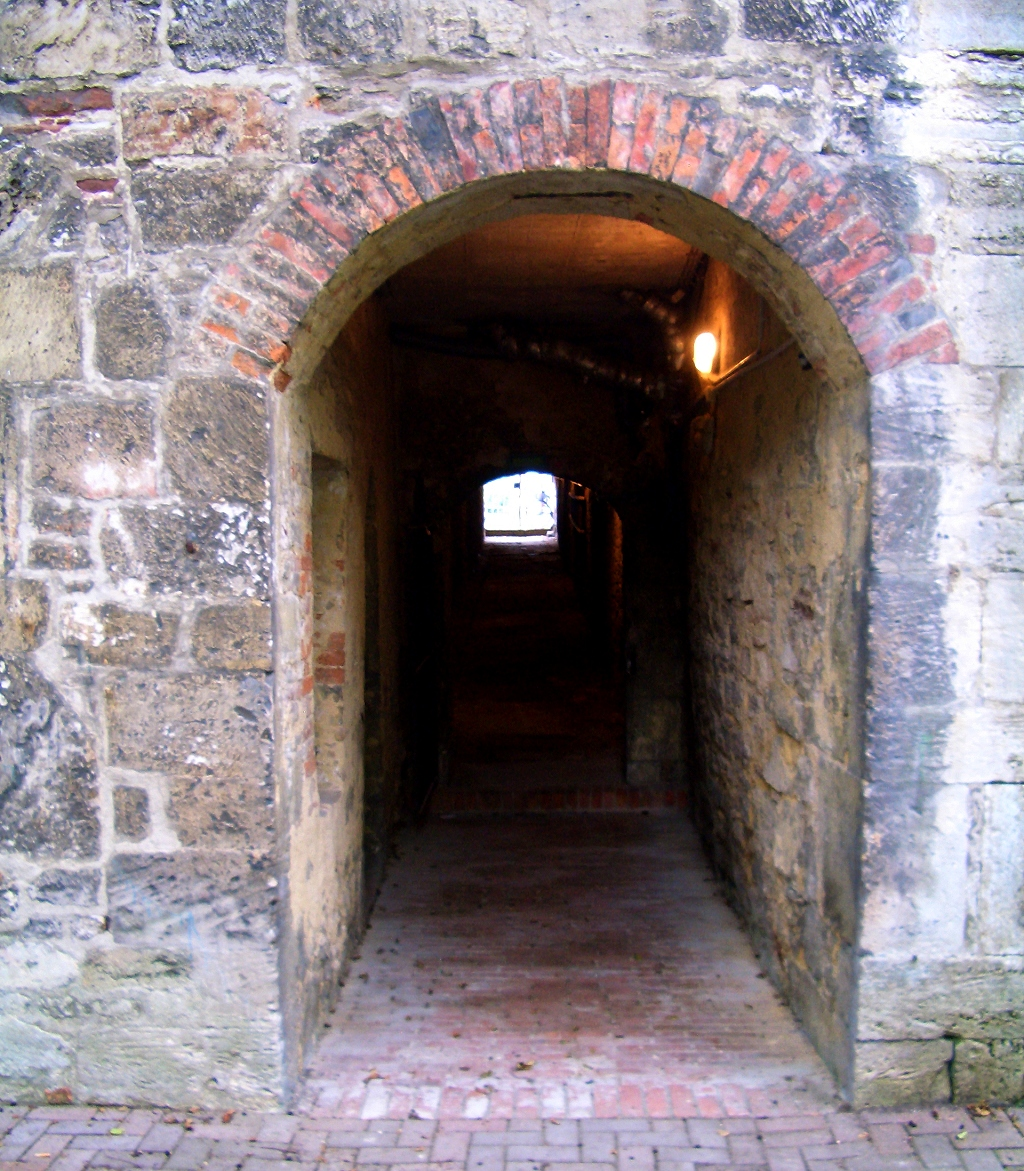
Ansicht von der Seite des Neustadtmühlengrabens auf den Wehrgang durch die historische Braunschweiger Stadtmauer.
Echternstraße 34 im Jahre 1894.